# Breaking Atoms
Breaking Atoms è l'album d'esordio del gruppo hip hop statunitense/canadese Main Source, pubblicato il 23 luglio del 1991. L'album è commercializzato da Wild Pitch ed EMI. In Canada la distribuzione è partecipata dalla label Attic. Alle produzioni collabora anche Pete Rock. Registrato durante l'età dell'oro dell'hip hop, Breaking Atoms si distingue stilisticamente per le sue incorporazioni di campionamenti soul e jazz.
La canzone Live at the Barbeque ha il merito di "lanciare" sia Nas sia Akinyele, entrambi al debutto in un album in studio. Successivamente, Nas campiona la sua parte per The Genesis, la canzone d'introduzione per il suo album d'esordio Illmatic (1994).
Breaking Atoms è riconosciuto come uno degli album più importanti nella storia dell'hip hop e nel 1997 con la chiusura della Wild Pitch Records, il prodotto dei Main Source andò fuori stampa. È stato ristampato dall'aprile 2008 sotto la Fontana Distribution. Nel 1998, la rivista The Source lo inserisce nella sua lista dei 100 migliori album hip hop.La canzone "Live at the Barbeque" appare nella radio "The Classics" condotta da dj Premier nel videogioco del 2008 Grand Theft Auto IV.

## Produzione e ricezione
Breaking Atoms è stato prodotto usando il campionatore E-mu SP-1200. Dopo la sua uscita, il disco ha ricevuto critiche molto positive da parte degli addetti ai lavori: RapReviews lo paragona a Illmatic di Nas e ai primi tre album degli A Tribe Called Quest. Huey, per Allmusic, assegna all'album il punteggio massimo di cinque stelle su cinque, evidenziando lo stile e il merito di Large Professor nella produzione e scrivendo: «le tracce su Breaking Atoms sono infuse di una lucente strumentazione, scratching creativo, bridge interessanti e testi esperti che si combinano per renderlo un album memorabile, che sicuramente vivrà negli annali delle produzioni influenti dell'hip hop.»
Negli anni successivi, l'album è inserito in diverse liste dei migliori 100 album hip hop, tra cui quella di About.com e quella di The Source.
| Recensione                    | Giudizio |
| ----------------------------- | -------- |
| AllMusic                      | [ 1 ]    |
| The Source                    | [ 7 ]    |
| Entertainment Weekly          | B+       |
| The Rolling Stone Album Guide | [ 2 ]    |

## Tracce
Tutte le tracce sono prodotte dai Main Source eccetto l'ottava, prodotto da Pete Rock.
1. Snake Eyes – 3:30
2. Just Hangin' Out – 4:10
3. Looking at the Front Door – 4:10
4. Large Professor – 3:08
5. Just a Friendly Game of Baseball – 3:22
6. Scratch & Kut – 2:57
7. Peace is Not the Word to Play – 3:07
8. Vamos a Rapiar – 3:59
9. He Got So Much Soul (He Don't Need No Music) – 3:34
10. Live at the Barbeque (featuring Nas, Joe Fatal & Akinyele) – 4:35
11. Watch Roger Do His Thing – 4:22

Durata totale: 40:54
Bonus track
1. Just a Friendly Game of Baseball (Remix) – 4:02

## Classifiche

### Classifiche settimanali
| Classifica (1991)         | Posizione massima |
| ------------------------- | ----------------- |
| US Top R&B/Hip-Hop Albums | 40                |